# Bremenstadion
Das Bremenstadion ist ein Fußballstadion mit Leichtathletikanlage im Stadtteil Milspe der nordrhein-westfälischen Stadt Ennepetal. Es wurde 1969 anstelle des bisherigen Bremenplatzes von 1929 erbaut und bietet Platz für 6200 Zuschauer, davon 2200 Sitzplätze. Die Anlage verfügt über einen Hauptplatz mit Naturrasen sowie über einen Nebenplatz mit weiteren 1800 Zuschauerplätzen. Der Hauptplatz ist eingefasst in eine Aschenbahn für Wettbewerbe der Leichtathletik. Es ist die Heimspielstätte des Fußballvereins TuS Ennepetal.